# Sebastian (film, 2024)
Sebastian je koprodukční dramatický film, který režíroval Mikko Mäkelä podle vlastního scénáře. Film měl premiéru na filmovém festivalu Sundance dne 21. ledna 2024.

## Děj
Maxovi je 25 let, pochází ze Skotska, ale žije v Londýně, kde pracuje na volné noze jako redaktor pro časopis. Plánuje se ale věnovat kariéře spisovatele. Chce napsat povídku, která má vyjít v literárním časopise Granta. Píše také svůj autobiografický román a začíná proto žít dvojím životem.
Pod pseudonymem „Sebastian“ se stává sexuálním pracovníkem. Mezi jeho klienty patří především starší muži. Vede život eskorta a přesvědčuje sám sebe, že jako Sebastian pracuje výhradně pro výzkumné účely. Ke své práci Sebastiana přistupuje jako herec, který se připravuje na roli.
Ve své práci pro časopis se Max připravuje na rozhovor se spisovatelem Bretem Eastonem Ellisem.

## Obsazení
| Ruaridh Mollica   | Max / Sebastian |
| Hiftu Quasem      | Amna            |
| Ingvar Sigurðsson | Daniel          |
| Jonathan Hyde     | Nicholas        |
| Leanne Best       | Dionne          |
| David Nellist     | Peter           |
| Pedro Minas       | Oliver          |
| Dylan Brady       | Joel            |
| Akbar Kurtha      | Samir           |

### Ocenění
- British Independent Film Award: nominace za nejlepšího začínajícího herce (Ruaridh Mollica)
- Mezinárodní filmový festival v Guadalajara: nominace na Premio Maguey